# 산사, 한국의 산지승원
산사, 한국의 산지승원(山寺, 韓國의 山地 僧院·僧園)은 대한민국의 산사(산속에 있는 절) 7곳을 묶어 등재한 유네스코 세계유산이다. 대한민국의 13번째 세계유산으로, 2018년 6월 30일 바레인에서 열린 제42차 세계유산위원회에서 등재가 결정되었다.

## 등재 목록
| 유네스코 지정번호 | 사진 | 사찰명                             | 소재지          | 건립시기         | 비고 |
| ----------------- | ---- | ---------------------------------- | --------------- | ---------------- | ---- |
| 1562-001          |      | 통도사 (通度寺) Tongdosa Temple    | 경상남도 양산시 | 646년            |      |
| 1562-002          |      | 부석사 (浮石寺) Buseoksa Temple    | 경상북도 영주시 | 676년            |      |
| 1562-003          |      | 봉정사 (鳳停寺) Bongjeongsa Temple | 경상북도 안동시 | 672년            |      |
| 1562-004          |      | 법주사 (法住寺) Beopjusa Temple    | 충청북도 보은군 | 553년            |      |
| 1562-005          |      | 마곡사 (麻谷寺) Magoksa Temple     | 충청남도 공주시 | 640년            |      |
| 1562-006          |      | 선암사 (仙巖寺) Seonamsa Temple    | 전라남도 순천시 | 529년            |      |
| 1562-007          |      | 대흥사 (大興寺) Daeheungsa Temple  | 전라남도 해남군 | 426년 혹은 544년 |      |

## 등록기준
| (ⅲ) | 현존하거나 이미 사라진 문화적 전통이나 문명의 독보적 또는 적어도 특출한 증거일 것 to bear a unique or at least exceptional testimony to a cultural tradition or to a civilization which is living or which has disappeared; |

## 같이 보기
- 대한민국의 세계유산